# Clorinità
La clorinità è una grandezza che esprime il contenuto totale degli alogenuri cloruro (Cl-), bromuro (Br-) e ioduro (I-) all'interno di un corpo idrico. Viene misurata normalmente effettuando una semplice titolazione argentometrica per precipitazione con nitrato di argento in presenza di cromato di potassio (metodo di Mohr). Dall'inizio del ventesimo secolo (1902) la clorinità fu sfruttata per determinare la salinità; dal 1978, con l'introduzione della Practical Salinity Scale, la salinità viene invece ufficialmente determinata tramite la comparazione della conduttività ionica del campione di acqua con la conduttività di una soluzione standard di riferimento. 
È possibile risalire alla salinità tramite l'uso della clorinità sfruttando alcune formule che correlano le due grandezze. Tra le più usate e accurate, figura quella di Knudsen:
{\displaystyle S=1,80655\cdot Cl}
dove la salinità S e la clorinità Cl sono espresse in ‰.